# Kongresszentrum

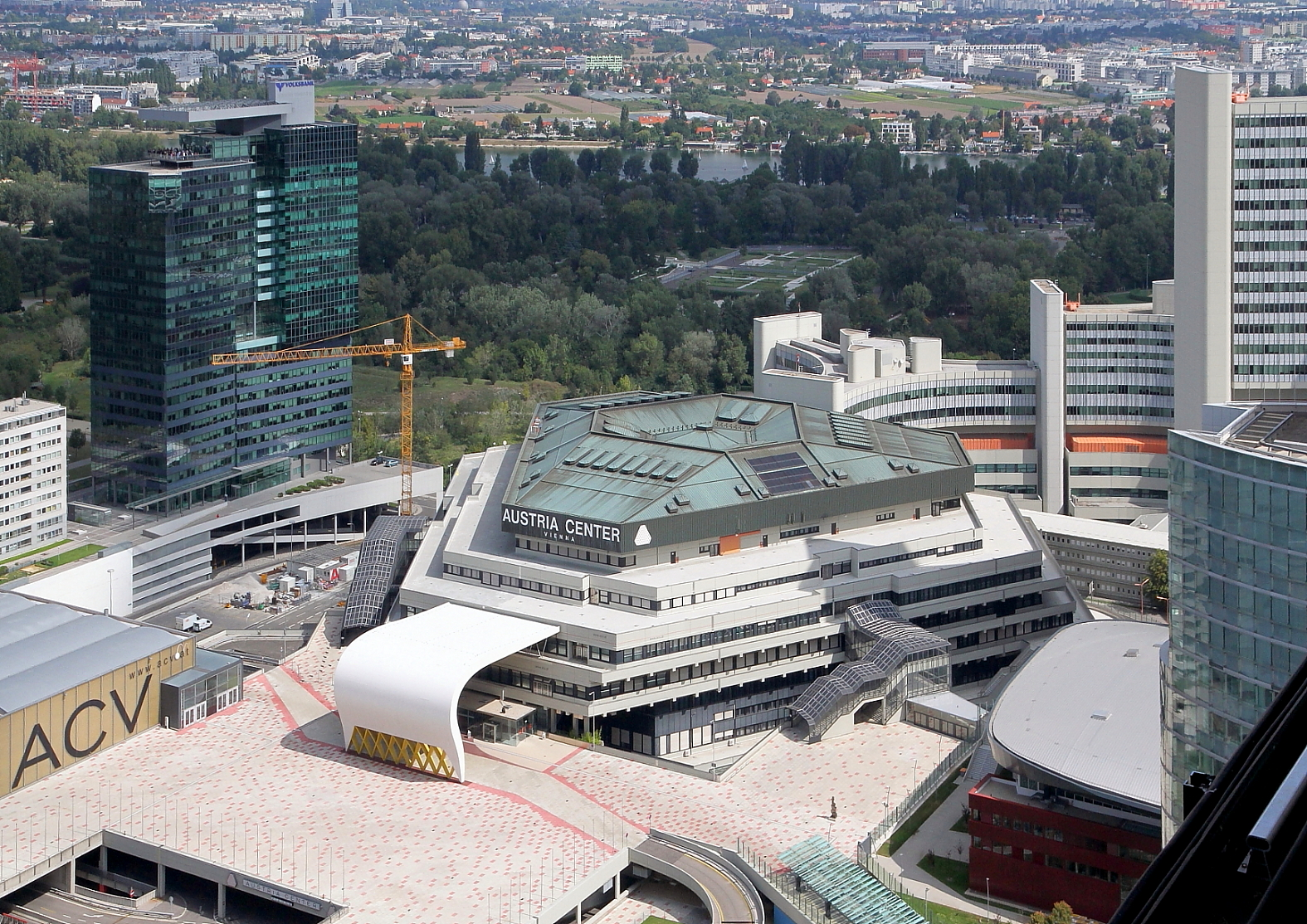
Das Austria Center Vienna

Ein Kongresszentrum, ein Tagungszentrum oder eine Tagungsstätte dienen der Organisation und Abhaltung von Tagungen und Kongressen. Große Einrichtungen werden eher als Kongresszentren bezeichnet, kleine meist eher als Tagungsstätte oder -zentrum.
Ein Kongresszentrum dient daher eher der Organisation und Abhaltung großer, meist internationaler Tagungen und Kongresse – seien es politische oder wissenschaftliche Konferenzen oder Zusammenkünfte anderer Art. Meist kombinieren solche Zentren zwei oder mehrere Aufgabenbereiche:
1. das Konferenzgebäude mit verschieden großen Versammlungs- bzw. Hörsälen, zugehörigen Gemeinschafts-, Neben- und Verwaltungsräumen
2. die Fähigkeit zur Organisation der Tagungen: Fachpersonal, Verwaltung und Infrastruktur
3. oft auch Mieträume für an den Tagungen beteiligte auswärtige Organisationen.

Kongresszentren befinden sich fast ausschließlich in Großstädten und erfordern eine gute Verkehrsanbindung zum jeweiligen Hauptbahnhof bzw. Flughafen durch U-Bahn und Schnell- oder Bundesstraße. Eine Lage außerhalb des Stadtkerns erleichtert meist die Errichtung neuer Verkehrsverbindungen, doch wurde oft die Nähe einer Universität oder – wegen des besonderen Ambiente – eine Lage in der Altstadt bevorzugt.
Viele Kongresszentren wurden für die zusätzliche Funktion eines Kulturzentrums, eines allgemeinen Veranstaltungs- oder eines Messezentrums ausgestattet. An manche ist auch ein entsprechendes Gästehaus angeschlossen.

## Kongresszentren im deutschsprachigen Raum
Bedeutende Kongresszentren im deutschsprachigen Raum (A–Z nach der Stadt):
- Eurogress Aachen
- Kongress am Park Augsburg
- Internationales Congress Centrum Berlin
- World Conference Center Bonn
- Darmstadtium (Kongresszentrum)
- Westfalenhallen in Dortmund
- Internationales Congress Center Dresden
- CMF – Congress Center Messe Frankfurt
- Congress Center Hamburg
- Kongresszentrum Karlsruhe
- Congress-Centrum Koelnmesse
- Musik- und Kongreßhalle Lübeck
- Kultur- und Kongresszentrum Luzern
- m:con Congress Center Rosengarten Mannheim
- ICM – Internationales Congress Center München
- Wien:
  - Messe Wien
  - Hofburg in Wien
  - Austria Center Vienna
- RheinMain CongressCenter in Wiesbaden

Kleinere Konferenzzentren sind u. a.:
- Brucknerhaus in Linz
- Congress Centrum Heidenheim (Baden-Württemberg)
- Congress Centrum Suhl (Thüringen)
- Konzert- und Kongresszentrum Harmonie (Heilbronn)
- Heidelberger Wissenschaftsforum (Tagungszentrum der Universität Heidelberg)
- Kultur- und Kongresszentrum Liederhalle in Stuttgart

Ältere Zentren mit besonderer Architektur sind u. a.:
- Hannover Congress Centrum
- Kongresshalle (Berlin-Mitte)
- Kongresshalle (Berlin-Tiergarten)
- Kongresshaus Zürich

## Bedeutende Konferenzzentren in Europa
Dänemark:
- Bella Center, Skandinaviens größtes Ausstellungs- und Kongresszentrum (Kopenhagen)
- Congress Center Brighton, England

Finnland:
- Finlandia-Halle (Helsinki) und Tampere-Halle (Finnland)

Frankreich:
- Centre des nouvelles industries et technologies, Paris-La Défense
- Palais des congrès de Paris, 17. Arrondissement
- Centre de congrès de Lyon, Lyon
- Palais des congrès de Avignon, Avignon
- Palais des Festivals et des Congrès, Cannes (Südfrankreich)

Italien:
- Palazzo dei Congressi, Esposizione Universale di Roma, Rom

Niederlande:
- Evoluon in Eindhoven (Niederlande)

Polen:
- Internationales Kongresszentrum in Katowice
- Kulturpalast (Warschau)

Rumänien:
- Parlamentspalast in Bukarest.

Russland:
- Konstantinpalast in St. Petersburg (siehe G8-Gipfel 2006)

Serbien:
- Sava Centar in Belgrad.

Spanien:
- Auditorio de Tenerife auf den Kanarischen Inseln

Vereinigtes Königreich:
- Barbican Centre in London